# Dicranomyia simulans
Dicranomyia simulans là một loài ruồi trong họ Limoniidae. Chúng phân bố ở miền Tân bắc.